# Jean-Pierre Marielle
Jean-Pierre Marielle (Dijon, 12 april 1932 – Saint-Cloud, 24 april 2019) was een Frans acteur.
Hij speelde in meer dan honderd films. Hij vertolkte zowel komische rollen (Le Diable par la queue, Sex-shop, Les Galettes de Pont-Aven, Calmos ...) als dramatische rollen (Que la fête commence, Coup de torchon, Tous les matins du monde, La Controverse de Valladolid, Le parfum d'Yvonne, Les Âmes grises...).
Zijn warme, diepe, ietwat plechtstatige bromstem was zijn handelsmerk.

## Leven en werk

### Opleiding
Marielle volgde in Parijs lessen aan de École nationale supérieure des arts et techniques du théâtre en aan het Conservatoire national supérieur d'art dramatique. In het Conservatoire sloot hij een levenslange vriendschap met Jean-Paul Belmondo, Jean Rochefort en Bruno Cremer. Met hen maakte hij deel uit van 'la bande à Bébel', waartoe eveneens Françoise Fabian, Jean-Pierre Mocky, Guy Bedos, Pierre Vernier en anderen behoorden. Tijdens zijn studies, die hij afsloot met een tweede prijs in 1954, speelde hij 's avonds al toneel en cabaret. 
Hij werd eerst stagiair bij de Comédie-Française en was al gauw te zien op het podium van toneelzalen van de Rive Gauche. Hij trad vervolgens toe tot het toneelgezelschap Grenier-Hussenot.

### Filmacteur

#### Beginjaren

##### Eind jaren vijftig-begin jaren zestig
Gedurende zijn eerste passage in de filmwereld werd Marielle voornamelijk gecast in bijrollen, meestal in komedies. Van meet af aan viel op dat hij een meester was van het karikaturale en het burleske. Zo onder meer in twee films van veteraan Henri Decoin, in twee Fernand Raynaud-vehikels, in Faites sauter la banque, een van de eerste succesvolle samenwerkingen tussen regisseur Jean Girault en Louis de Funès, en in een Fernandel-vehikel. In 1962 nam Marielle de (voor hem in die tijd zeldzame) hoofdrol voor zijn rekening in het drama Climats, een ambitieuze verfilming van de gelijknamige roman van André Maurois, maar de film werd een flop. Daarop beproefde Marielle zijn geluk opnieuw in het theater en het cabaret, waar hij optrad met Guy Bedos.

##### Terug naar de filmwereld
Na enige tijd kreeg hij dan toch meer en meer solidere filmrollen, nogal dikwijls aan de zijde van zijn boezemvriend Belmondo, onder meer in de avonturenfilm Échappement libre (1964) en de komedie Tendre Voyou (1966), twee vroege films van Jean Becker. In het heel succesrijke Week-end à Zuydcoote (1964), een oorlogsdrama gebaseerd op de met de Prix Goncourt bekroonde gelijknamige roman van Robert Merle, was hij als priester een uitstekende kameraad-soldaat van Belmondo.
Vermeldenswaardig waren nog drie komedies van Philippe de Broca. Voorts twee komedies van Claude Berri, beiden bescheiden successen: in Le Pistonné (1970) zette hij een karikaturale luitenant neer en in Sex-shop (1972) gaf hij erg veel kleur aan een vicieuze tandarts.

#### Jaren zeventig
De jaren zeventig waren zijn drukste filmjaren en werden gekenmerkt door het feit dat Marielle meer en meer hoofdrollen begon te vertolken. Zo werd hij geleidelijk een vedette. Enkele sleutelfilms zijn
- het drama Dupont Lajoie (1975) waarin hij een hoogdravende spelleider op een camping speelde,
- de historische tragikomedie Que la fête commence (1975) waarin hij de Bretoense markies de Pontcallec belichaamde die een complot smeedt om Filips van Orléans, regent van Frankrijk (Philippe Noiret), uit te schakelen,
- de tragikomedie Les Galettes de Pont-Aven (1975) waarin hij als gehuwde vertegenwoordiger besluit om zich in Bretagne volledig aan het schilderen te wijden, wat hem niet belet amoureuze ontmoetingen te blijven hebben,
- de komedie On aura tout vu (1976) waarin hij een producent van pornofilms kleur gaf,
- de satire Calmos (1976) waarin hij een getrouwde gynaecoloog neerzette die zich samen met zijn vriend (Jean Rochefort) terugtrekt uit de bewoonde wereld omdat ze hun vrouwen moe zijn en willen genieten van de rust van het vrijgezellenleven,
- de tragikomedie Un moment d'égarement (1977), zijn derde film voor Claude Berri, waarin hij een gescheiden vader van middelbare leeftijd gestalte gaf die zijn hoofd verliest door het plagerig en schaamteloos gedrag van de zeventienjarige dochter van zijn beste vriend,
- de twee komedies Cours après moi que je t'attrape (1976) en Cause toujours...tu m'intéresses (1979) waarin hij en Annie Girardot voortdurend als potentiële levenspartner rond elkaar cirkelen.

#### Jaren tachtig
De jaren tachtig waren minder hectisch. Marielle verscheen onder meer in
- de tragikomische misdaadfilm Coup de torchon (1981), de meest succesvolle film van filmauteur Bertrand Tavernier, waarin hij een pooier en boef speelde in een Franse kolonie in Afrika waar de enige politieman (Philippe Noiret) een explosieve geestesgesteldheid vertoont,
- de misdaadkomedie Hold-up (1985) waarin hij als commissaris niet kan verhinderen dat bankovervaller Belmondo met de buit aan de haal gaat,
- de sombere misdaadfilm Les mois d'avril sont meurtriers (1987) waarin hij een gedesillusioneerde en suïcidale politieman vertolkte  die bij voorkeur smerige misdaden probeert op te klaren,
- de satirische tragikomedie Quelques jours avec moi (1988) waarin hij gestalte gaf aan een supermarktdirecteur die evolueert van een schijnheilig burgermannetje naar een innemende vriend.

#### Jaren negentig
Tijdens de jaren negentig daalde Marielle's filmactiviteit aanzienlijk. Hij was te zien in vermeldenswaardige films als 
- Uranus (1990), een succesrijke historische tragikomedie naar de gelijknamige roman van Marcel Aymé, waarin hij een ingenieur was die ten gevolge van de chaotische puinhoop van vlak na de Tweede Wereldoorlog enkele dorpsgenoten van diverse politieke gezindheid onderdak geeft en, zoals zovelen, de oorlog probeert te vergeten,
- het historische biopic drama Tous les matins du monde, de in Frankrijk meest bekeken Franse film van 1991, waarin hij perfect de onverzettelijke en heel sober levende Monsieur de Sainte-Colombe belichaamde, een jansenist en vooral een virtuoze gambist en barokcomponist,
- de dramatische thriller Max et Jérémie (1992) waarin hij de verwarde inspecteur van politie speelde die al lange jaren jacht maakt op een gepensioneerde huurmoordenaar (Philippe Noiret),
- Le Parfum d'Yvonne (1994), een drama naar een roman van Patrick Modiano, waarin hij werd gecast als een homoseksuele arts en zakenman die zelfmoord zal plegen,
- de komedie Les Grands Ducs (1996) waarin hij verscheen als een berooide werkloze komiek op leeftijd die samen met zijn collega-acteurs (Philippe Noiret en Jean Rochefort) onverwachts opnieuw aanknoopt met het grote succes.

#### Latere carrière
Marielle leverde ook op gevorderde leeftijd vermeldenswaardige vertolkingen af: 
- in het drama Les Âmes grises (2005), de verfilming van de gelijknamige roman van Philippe Claudel, vertolkte hij de sombere,  onbewogen en mysterieuze procureur,
- in de superproductie en kaskraker The Da Vinci Code (2006), gebaseerd op de gelijknamige thriller van Dan Brown, gaf hij gestalte aan de conservator van het Louvre die aan het begin van het verhaal wordt vermoord,
- in de tragikomedie Faut que ça danse! (2007) verpersoonlijkte hij de krasse en levenslustige prille tachtiger die zich, dankzij zijn passie voor het tapdansen en zijn zoektocht per advertentie naar een even energieke gezellin, weert tegen het eentonige kleurloze leven naast zijn infantiliserende vrouw,
- in de romantische komedie Pièce montée (2010) gaf hij kleur aan een pastoor die een huwelijk probeert in te zegenen terwijl familieleden elkaar ongezouten de waarheid zeggen,
- in de komedie Les Seigneurs (2012) ondersteunt hij als burgemeester de voetbaltrainer (ooit een grote naam als speler) en zijn amateurspelers van de plaatselijke voetbalclub. Die hebben zich namelijk geplaatst voor de volgende ronde van de Coupe de France. Indien ze nog verder geraken kan de club van het failliet worden gered.

#### Samenwerkingen
Marielle werkte graag en regelmatig samen met de meeste vertegenwoordigers van het toenmalige kruim van de betere commerciële Franse cinema: hij werd meermaals gecast door Philippe de Broca (3 films), Jean Becker (2), Claude Berri (4), Bertrand Blier (4), Georges Lautner (2), Edouard Molinaro (2), Bertrand Tavernier (3), Joël Seria (4), Patrice Leconte (3) en Claude Miller (2). Hij werkte ook eenmalig samen met onder meer Henri Verneuil, Jean Girault, Yves Robert, Yves Boisset, Claude Sautet, Claude Lelouch, Alain Corneau en Alexandre Arcady.
Hij deelde meermaals de affiche met generatiegenoten, Jean-Paul Belmondo, Jean Rochefort, Philippe Noiret, Claude Brasseur, Jean-Claude Brialy, Michael Lonsdale, Annie Girardot en Dominique Lavanant voorop. Later kruisten onder meer Gérard Depardieu, Daniel Auteuil en Michel Blanc verscheidene keren zijn pad.

### Televisie
Zijn hele carrière lang was Marielle ook actief in de televisiewereld, met uitzondering van de jaren 1964-1984 toen hij voornamelijk op het witte doek was te zien.
Vermeldenswaardig zijn vooral zijn samenwerkingen met Jean-Daniel Verhaeghe en met Josée Dayan. Deze regisseurs van televisiefilms zijn vooral gespecialiseerd in het verfilmen van literatuur en/of van historische onderwerpen. 
Verhaeghen castte Marielle vijf keer, onder meer in Bouvard et Pécuchet (tweedelig, naar de gelijknamige roman van Gustave Flaubert, 1990) waarin Marielle en Jean Carmet de titelrollen invulden. La Controverse de Valladolid (1992) had het over het Dispuut van Valladolid tussen de Dominicaan Bartolomé de las Casas (Marielle) en de kanunnik en officiële historicus van de Spaanse kroon Juan Ginés de Sepúlveda (Jean-Louis Trintignant), onder auspiciën van de pauselijke gezant (Jean Carmet). In Galilée ou l'Amour de Dieu (2006) belichaamde Marielle paus Urbanus VIII die zich verplicht ziet Galileo Galilei (Claude Rich) zijn ketterij te doen afzweren voor de rechtbank van de Inquisitie.
Dayan begon Marielle te regisseren in enkele televisiefilms toen hij al de tachtig naderde. 

### Toneel
Marielle had een brede smaak. Aan het begin van zijn toneelcarrière verscheen hij in werk van enkele klassieke toneelschrijvers zoals Molière, Racine, Lope de Vega en Alfred de Vigny.
Gaandeweg vertolkte hij ook auteurs uit het einde van de 19e eeuw en uit de eerste helft van de 20e eeuw zoals Tsjechov, Pirandello, Claudel en Jean Giraudoux.
Doorheen zijn lange carrière kwamen moderne dramaturgen meer en meer aan bod. Hij werd gecast in meerdere toneelstukken van Peter Ustinov, Harold Pinter, Jean Anouilh, Félicien Marceau en Jean-Claude Carrière. Andere grote namen die hij hielp op de planken brengen waren Sacha Guitry, Marcel Aymé, Eugène Ionesco en Tom Stoppard.

### Acteerstijl en voorkomen
Marielle was een veelzijdig acteur. In de eerste plaats muntte hij uit in het creëren van komische, kleurrijke, onstuimige, vitale, excentrieke en soms karikaturale personages.
Hij speelde graag een zelfverzekerde en frivole ijdeltuit, een opvliegend haantje, een neerbuigende en arrogante man, waardoor hij soms beperkt en bekrompen van geest overkwam. 
Hij had ook een ernstige, soms duistere kant waardoor hij even overtuigend acteerde in drama's en misdaadfilms. 
Hij had een rijzige gestalte, een imposant en zelfverzekerd voorkomen waardoor hij altijd nadrukkelijk aanwezig was. 
Hij was welbespraakt en zijn diepe en plechtstatige maar toch warme, speelse en opgewekte basstem was daar niet vreemd aan. Hij kon hoogdravend en ronkend zijn teksten uitspreken.

## Filmografie (ruime selectie)
- 1957 - Charmants Garçons (Henri Decoin)
- 1957 - Fernand clochard (Pierre Chevalier)
- 1957 - Tous peuvent me tuer (Henri Decoin)
- 1960 - La Brune que voilà (Robert Lamoureux)
- 1960 - Le Mouton (Pierre Chevalier)
- 1962 - Climats (Stellio Lorenzi)
- 1963 - Peau de banane  (Marcel Ophüls)
- 1964 - Faites sauter la banque (Jean Girault)
- 1964 - Un monsieur de compagnie (Philippe de Broca)
- 1964 - Week-end à Zuydcoote (Henri Verneuil)
- 1964 - Relaxe-toi chérie (Jean Boyer)
- 1964 - Échappement libre (Jean Becker)
- 1965 - La Bonne Occase (Michel Drach)
- 1965 - Monnaie de singe (Yves Robert)
- 1966 - Tendre Voyou (Jean Becker)
- 1968 - L'Homme à la Buick (Gilles Grangier)
- 1969 - Le Diable par la queue (Philippe de Broca)
- 1970 - Les Caprices de Marie (Philippe de Broca)
- 1970 - Le Pistonné (Claude Berri)
- 1971 - Sans mobile apparent (Philippe Labro)
- 1971 - Four Flies on Grey Velvet (Dario Argento)
- 1972 - Sex-shop (Claude Berri)
- 1973 - La Valise (Georges Lautner)
- 1973 - Charlie et ses deux nénettes (Joël Séria)
- 1974 - Comment réussir quand on est con et pleurnichard (Michel Audiard)
- 1974 - Un linceul n'a pas de poches (Jean-Pierre Mocky)
- 1975 - Que la fête commence (Bertrand Tavernier)
- 1975 - Dupont Lajoie (Yves Boisset)
- 1975 - Les Galettes de Pont-Aven (Joël Séria)
- 1976 - Cours après moi que je t'attrape (Robert Pouret)
- 1976 - On aura tout vu (Georges Lautner)
- 1976 - Calmos (Bertrand Blier)
- 1977 - ... Comme la lune (Joël Séria)
- 1977 - Un moment d'égarement (Claude Berri)
- 1977 - L'Imprécateur (Jean-Louis Bertuccelli)
- 1979 - Cause toujours...tu m'intéresses (Edouard Molinaro)
- 1981 - Asphalte (Denis Amar)
- 1981 - Coup de torchon (Bertrand Tavernier)
- 1982 - Jamais avant le mariage (Daniel Ceccaldi)
- 1983 - Signes extérieurs de richesse (Jacques Monnet)
- 1984 - Partenaires (Claude d'Anna)
- 1985 - L'Amour en douce (Edouard Molinaro)
- 1985 - Hold-up (Alexandre Arcady)
- 1986 - Tenue de soirée (Bertrand Blier)
- 1987 - Les mois d'avril sont meurtriers (Laurent Heynemann)
- 1987 - Les Deux Crocodiles (Joël Séria)
- 1988 - Quelques jours avec moi (Claude Sautet)
- 1990 - Uranus (Claude Berri)
- 1991 - Tous les matins du monde (Alain Corneau)
- 1992 - Max et Jérémie (Claire Devers)
- 1993 - Un, deux, trois, soleil (Bertrand Blier)
- 1994 - Le Parfum d'Yvonne (Patrice Leconte)
- 1994 - Le Sourire (Claude Miller)
- 1995 - Les Milles (Les Trains de la liberté) (Sebastien Grall)
- 1996 - Les Grands Ducs (Patrice Leconte)
- 1996 - L'Élève (Olivier Schatzky)
- 2000 - Une pour toutes (Claude Lelouch)
- 2000 - Les Acteurs (Bertrand Blier)
- 2003 - La Petite Lili (Claude Miller)
- 2003 - Demain on déménage (Chantal Akerman)
- 2005 - Les Âmes grises (Yves Angelo)
- 2006 - The Da Vinci Code (Ron Howard)
- 2006 - Le Grand Meaulnes (Jean-Daniel Verhaeghe)
- 2007 - Faut que ça danse! (Noémie Lvovsky)
- 2009 - Micmacs à tire-larigot (Jean-Pierre Jeunet)
- 2010 - Pièce montée (Denys Granier-Deferre)
- 2012 - Les Seigneurs (Olivier Dahan)
- 2013 - Max (Stéphanie Murat)
- 2013 - La Fleur de l'âge (Nick Quinn)
- 2014 - Tu veux ou tu veux pas (Tonie Marchall)
- 2014 - Une heure de tranquillité (Patrice Leconte)

## Nominaties

### César voor beste acteur
- 1976 - Les Galettes de Pont-Aven
- 1992 - Tous les matins du monde
- 2008 - Faut que ça danse!

### César voor beste acteur in een bijrol
- 1982 - Coup de torchon
- 1989 - Quelques jours avec moi
- 1993 - Max et Jérémie
- 2004 - La Petite Lili

## Publicaties
- Les Plus Beaux Contes de Grimm, verteld door Jean-Pierre Marielle, Paris, Éditions Auzou, coll. 'Mes premiers contes bilingues', 2008
- Jean-Pierre Marielle: Le grand n'importe quoi, Éditions Calmann-Lévy, Paris, 2010
- Stéphane Koechlin: Jean-Pierre Marielle, le lyrique et le baroque, Éditions du Rocher, 2019

- Bibsys: 8071207
- Biblioteca Nacional de España: XX1153937
- Bibliothèque nationale de France: cb138970909 (data)
- Gemeinsame Normdatei: 124112803
- International Standard Name Identifier: 0000 0001 2148 7194
- Library of Congress Control Number: nr97040829
- MusicBrainz: e1021a28-57b8-4186-8ba1-875ebce90d74
- Nationale Bibliotheek van Tsjechië: xx0078541
- Nationale Bibliotheek van Israël: 987007439368105171
- Nederlandse Thesaurus van Auteursnamen: 127859055
- SNAC: w6mk74gv
- Système universitaire de documentation: 059192844
- Virtual International Authority File: 117390764
- WorldCat: E39PBJkhMgCtbcqB4FqcpvGGpP